# 安登

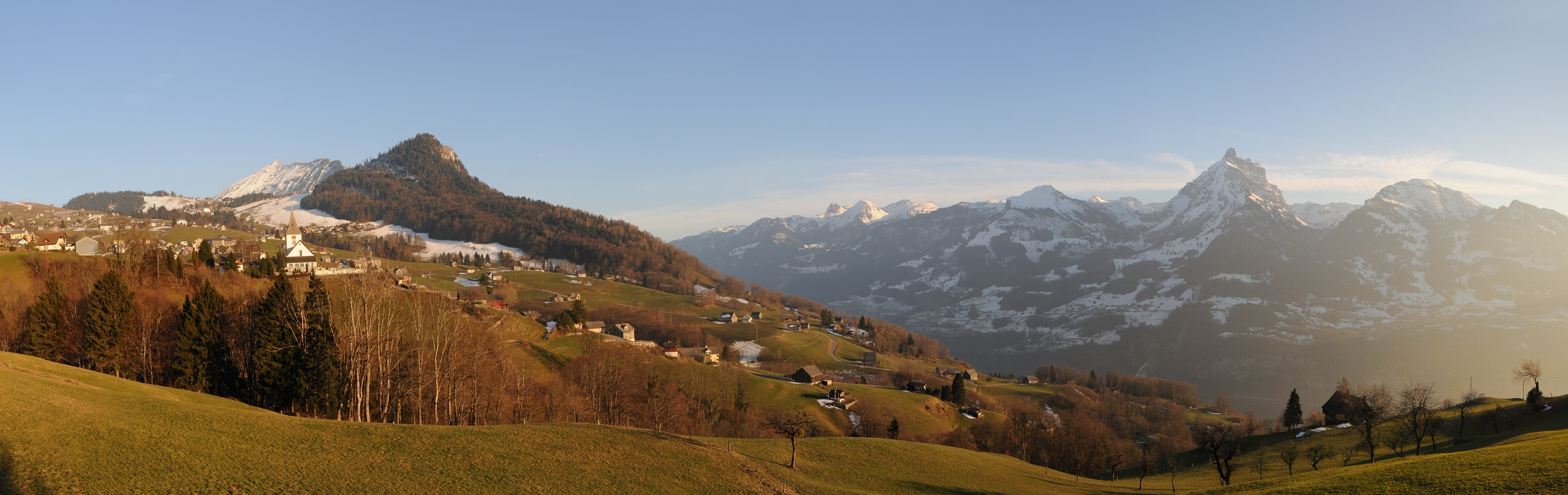

安登是瑞士的城鎮，位於該國東北部，由聖加侖州負責管轄，面積43.02平方公里，海拔高度999米，2011年人口1,678，六成人口信奉羅馬天主教，人口密度每平方公里39人。
安登亦指聖經中的亞當 。

## 外部連結
- Official website （英文）